# La Fiancée du monstre
Pour plus de détails, voir Fiche technique et Distribution.
La Fiancée du monstre (Bride of the Monster) est un film américain réalisé par Ed Wood, sorti en 1955.

## Synopsis
Depuis trois mois, les nuits d'orage sont légion dans une petite région reculée des États-Unis. Depuis trois mois, ce sont aussi des disparitions qui s'additionnent de façon inquiétante. La presse parle d'un monstre, qui rôderait dans les environs d'un marais ; non loin de ce marais, se dresse une vieille maison, que deux promeneurs piégés par l'orage croient abandonnée.

## Fiche technique
- Titre français : La Fiancée du monstre
- Titre original : Bride of the Monster
- Réalisation : Ed Wood
- Scénario : Ed Wood et Alex Gordon
- Musique : Frank Worth
- Photographie : Ted Allan et William C. Thompson
- Montage : Warren Adams et Igo Kantor
- Production : Ed Wood, Tony McCoy et Donald E. McCoy
- Société de distribution : Banner Pictures
- Pays de production :  États-Unis
- Langue originale : anglais
- Format : noir et blanc - 1,85:1 - 35 mm - mono
- Genre : horreur, science-fiction
- Durée : 68 minutes
- Dates de sortie :
  - États-Unis : 11 mai 1955 (première exploitation à Hollywood) ; février 1956 (sortie nationale)
  - France : 30 août 1995

## Distribution
- Bela Lugosi : Dr Eric Vornoff
- Tor Johnson : Lobo
- Tony McCoy : Lieutenant Dick Craig
- Loretta King : Janet Lawton
- Harvey B. Dunn : Capitaine Tom Robbins
- George Becwar : Professeur Vladimir Strowski
- Paul Marco : Officier Kelton
- Don Nagel : Inspecteur Marty Martin
- Bud Osborne : Mac
- John Warren : Jake
- Ann Wilner : Tillie
- Dolores Fuller : Margie
- William 'Billy' Benedict : Vendeur de journaux
- Ben Frommer : L'homme ivre

## Production
Ce film a l'un des plus petits budgets de l'histoire du cinémamais qui sera financé pour partie au fait que son fils et petit ami de Janet jouera le lieutenant Dick Craig dans ce film,.
Le faux poulpe qu'on peut voir dans le film a été volé aux studios Republic (ce dernier avait été construit pour le film Le Réveil de la sorcière rouge, avec John Wayne), mais le moteur contrôlant les tentacules n'a pas été volé en même temps, et ce sont les acteurs eux-mêmes qui donnent l'impression que la bête est vivante. Cette scène est également visible dans le film de Tim Burton dédié à Ed Wood.
Le cinéaste a crédité Alex Gordon comme coauteur de l'histoire et du scénario, tout en le remerciant pour lui avoir donné l'idée, mais Gordon n'a, en réalité, participé en rien à l'écriture du scénario.
Eddie Parker, qui double Bela Lugosi pour les cascades, était également sa doublure sur Frankenstein rencontre le loup-garou en 1943, tout comme il a joué le rôle de la créature de Frankenstein dans de nombreuses scènes.